# Veeti Vainio (cyclisme)
Pour les articles homonymes, voir Veeti Vainio et Vainio.
Veeti Vainio (né le 6 novembre 2001) est un coureur cycliste finlandais.

## Biographie
En 2019, Veeti Vainio se distingue en remportant le Tour de DMZ, manche de la Coupe des Nations Juniors. Dans sa catégorie, il termine également troisième du championnat de Finlande du contre-la-montre et participe au championnat d'Europe d'Alkmaar, où il prend la 58e place. Il dispute également les mondiaux juniors dans le Yorkshire où il abandonne, après avoir été victime d'une chute. À la fin de l'année, il devient vice-champion de Finlande de cyclo-cross, chez les élites.

## Palmarès sur route
- 2019
  - Classement général du Tour de DMZ
  - 3e du championnat de Finlande du contre-la-montre juniors
- 2020
  - Lattomeriajo
- 2021
  - 3e du championnat de Finlande du contre-la-montre par équipes

## Palmarès en cyclo-cross
- 2019-2020
  - 2e du championnat de Finlande de cyclo-cross
- 2020-2021
  - 2e du championnat de Finlande de cyclo-cross